# Аки-Сойерр, Ивонн
Ивонн Аки-Сойерр (англ. Yvonne Aki-Sawyerr; род. 7 января 1968, Фритаун) — сьерра-леонский политический и государственный деятель. С 11 мая 2018 года по февраль 2023 года являлась мэром Фритауна, столицы и крупнейшего города Сьерра-Леоне. До того, как стать главой городского совета Фритауна, работала в сфере финансовых и профессиональных услуг в Великобритании. Играла важную роль в различных благотворительных и общественных проектах в Великобритании и Сьерра-Леоне, включая участие в борьбе с лихорадкой Эбола в 2014 году.

## Ранний период жизни
Родилась во Фритауне, в британском доминионе Сьерра-Леоне, девичья фамилия — Морган. Представительница креолов Сьерра-Леоне. Училась в средней школе Святого Иосифа во Фритауне, где была старостой класса.
С отличием окончила колледж Фура-Бей в 1988 году, получив степень бакалавра экономики. В университете работала в Международной ассоциации студентов, изучающих экономику и менеджмент, а в 1988 году стала первой африканкой в комитете ассоциации по международным обменам, базирующемся в Брюсселе.
Получила степень магистра международных отношений и политики мировой экономики в Лондонской школе экономики и политических наук. В 1993 году получила сертификат Института дипломированных бухгалтеров Англии и Уэльса.

## Карьера

### Частная практика
Является дипломированным бухгалтером и имеет более чем 25-летний опыт работы на таких направлениях деятельности, как предоставление услуг по стратегическому планированию, управлению проектами, управлению рисками, корпоративному управлению и нормативно-правовому консалтингу высокопоставленным клиентам в сфере финансовых услуг Великобритании. В 1990 году начала работать в фирме по предоставлению профессиональных услуг Arthur Andersen. В 2009 году стала инвестиционным директором IDEA, где ей было поручено привлекать международное финансирование для проектов и управлять местными группами заинтересованных сторон.

### Благотворительность и другие начинания
В 1999 году стала соучредителем благотворительной организации Sierra Leone War Trust, целью которой было улучшение гуманитарных, социальных и социальных условий для детей и молодежи в Сьерра-Леоне.
В 2014 году во время вспышки лихорадки Эбола в Сьерра-Леоне она руководила кампанией в Великобритании с целью повышения осведомленности международного сообщества о заболевании. Она взяла творческий отпуск в IDEA и присоединилась к Национальному центру реагирования на Эболу в Сьерра-Леоне и стала директором по планированию. Она переехала в Сьерра-Леоне и наняла добровольцев для работы в центрах лечения лихорадки Эбола.

### Политика и государственная служба
Прежде чем претендовать на высшую должность в городском совете Фритауна, с января 2016 год участвовала в Программе заинтересованных сторон, направленной на обеспечение устойчивых социально-экономических преобразований в Сьерра-Леоне после кризиса, вызванного лихорадкой Эбола. Она сыграла решающую роль в разработке и реализации операции «Чистый Фритаун», которая была частью программы, направленной на внедрение устойчивой системы сбора бытовых отходов в городе Фритауне.
Вступила в должность мэра Фритауна 11 мая 2018 года, набрав в общей сложности 309 000 голосов, что составляет 59,92 % голосов, от общего числа поданных на выборах. Является членом политической партии Всенародный конгресс — одной из двух политических партий, наряду с Народной партией Сьерра-Леоне, которые доминировали в политике страны с момента обретения независимости от Великобритании.
В январе 2023 года Ивонн Аки Сойерр будет баллотироваться на новый срок на выборах в июне 2023 года..

## Личная жизнь
Замужем, имеет двоих детей.

## Награды
В декабре 2015 года была награждена золотой медалью за свою работу во время эпидемии лихорадка Эболы в Сьерра-Леоне президентом Эрнестом Баем Коромой.
В январе 2016 года королева Елизавета II вручила ей Орден Британской империи.
23 ноября 2020 года была включена в список 100 женщин BBC.
В феврале 2021 года журнал Time назвал её одним из лауреатов премии «100 Next».